# 岡崎彰
岡崎 彰（おかざき あきら、1948年1月4日 - ）は、日本の天文学者・教育学者。群馬大学教育学部名誉教授。

## 略歴
- 1948年1月4日　東京都で出生
- 1970年3月　東北大学理学部天文及び地球物理学科第一学科卒業
- 1977年3月　東京大学大学院理学系研究科天文学専攻修了
- 1981年4月　日本学術振興会奨励研究員
- 1982年4月　津田塾大学学芸学部専任講師
- 1985年4月　津田塾大学学芸学部助教授
- 1989年7月　群馬大学教育学部助教授
- 1995年4月　群馬大学教育学部教授

## 専門・研究課題
天文学・天体物理学一般および科学教育

## 研究テーマ
- 近接連星および前主系列星の測光・偏光観測的研究
- 天文・物理教育におけるコンピュータ利用

## 人物
- 東京天文台の教授だった北村正利に師事した。
- 『月刊天文ガイド』1987年1月号から1991年1月号まで彼によって連載された「奇妙な星の話」は、後に『天文ガイド』を発行している誠文堂新光社から『奇妙な42の星たち』というタイトルで発行された。

## 著作

### 著書
- 『奇妙な42の星たち』 誠文堂新光社、1994年

### 訳書
- 『宇宙の風景』 M・ローリン著、地人書館 地人選書、1988年
- 『星・物語－100億年のかなたから』 パトリック・ムーア著、吉岡一男との共訳、丸善 理科年表読本、1992年

## 所属学会
- 日本天文学会
- 国際天文学連合
- 日本理科教育学会（理事）
- 天文教育普及研究会